# Lavoûte-sur-Loire
 Lavoûte-sur-Loire  es una población y comuna francesa, situada en la región de Auvernia, departamento de Alto Loira, en el distrito de Le Puy-en-Velay y cantón de Saint-Paulien.

## Demografía
| 527 | 514 | 509 | 614 | 697 | 687 |
| Para los censos de 1962 a 1999 la población legal corresponde a la población sin duplicidades (Fuente: INSEE [Consultar]) |     |     |     |     |     |